# Hualianceratops
Hualianceratops — рід цератопсій з родини чаоянзаврових (Chaoyangsauridae). Рештки знайдені у формації Шишуґоу (Shíshùgōu) Джунгарського басейну (пустеля Джунгарія, КНР), і датуються верхньою юрою (оксфордський ярус).